# Gloria Picazo Calvo
Gloria Picazo Calvo (Barcelona, 1950) es una crítica de arte española y comisaria independiente de exposiciones de arte contemporáneo. A lo largo de su carrera se ha centrado en la promoción del arte contemporáneo español y sus artistas. 

## Trayectoria profesional
Colaboradora del Centro de Artes Plásticas Contemporáneas de Burdeos, de la galería de arte contemporáneo Metrònom de Barcelona, del Museo de Arte Contemporáneo de Barcelona MACBA y exdirectora del Centro de Arte La Panera de Lérida.
Desde 2003 hasta 2015 ha sido la directora del Centro de Arte La Panera de Lérida, donde se han realizado siete ediciones de la Bienal de Arte Leandre Cristòfol y se ha potenciado la colección del centro. Según sus palabras "no es una colección de artistas catalanes, pero sí ya pensada desde una óptica catalana, lo cual es importante porque, al margen de la colección del MACBA, con un perfil internacional, no hay ninguna otra pública con estas características en Cataluña".
Las últimas exposiciones en La Panera con Gloria Picazo como directora fueron "Vestir i desvestir cossos", "Situacions", "Seguir el fil" y "L'escriptori circular". El diverso contenido de las exposiciones muestra el interés de Gloria Picazo en incentivar y mostrar el arte y los proyectos de los artistas españoles o instalados en España, haciendo ver la responsabilidad de todas las personas que forman parte del mundo del arte contemporáneo, destacando el papel de las galerías. "Todos tenemos una gran responsabilidad con el arte español, no sólo los directores de museos o los comisarios, sino todos los que trabajamos en el sector del arte contemporáneo, incluidas las galerías, cuyo papel es importantísimo. Deberíamos rescatar el manifiesto en Defensa del Arte Español, que promovieron el año pasado varias asociaciones, para seguir trabajando en esta línea".
En la Universidad Internacional Menéndez Pelayo de Santander, con el Instituto de Arte Contemporáneo, y la Asociación de Coleccionistas de Arte Contemporáneo 9915, dirigió el encuentro “Coleccionismo de arte contemporáneo y comisariado” en julio de 2014, junto a ponentes como Simón Marxen Fiz, María del Corral, Benjamín Weil, Eva González Sancho, Juan Luis Moraza, Pilar Citoler, Nimfa Bisbe, Sergio Rubira y Roser Figueras.
Pertenece al consejo de redacción de varias revistas como L'avenç y Transversal. Picazo ha publicado, desde 2003, en numerosas revistas y periódicos como Exit Express, Editorial Gustavo Gili, Fundación March y El País.
Forma parte de jurados de arte contemporáneo como la convocatoria de Arte Joven del Ministerio de Cultura, BCN Producció 16, Beca a la producción de una obra audiovisual DKV-ÉS Baluard. Además es coordinadora en estudios sobre performance en el Centro Andaluz de Arte Contemporáneo.  
El Museo de Historia de Girona conserva grabados de los años 1970 y el Museo de Arte de Sabadell ejemplares de la revista Éczema, de la que fue colaboradora en los años 1980.

## Exposiciones
Ha sido comisaria de varias exposiciones entre las cuales destacan:
- Casino (Barcelona, Perpiñán, Montpellier, 1983).
- Bèstia! (Barcelona, 1984).
- Intramurs (Bruselas, 1988).
- Biennal d'Arts Pláticas de Barcelona (1989-1991).
- Emergences (París, 1991).
- Literatures submergides, mostra itinerant (1991-1992).
- Orientalismes, una aproximació contemporània (1998).[16]
- Fragments (2001).

## Publicaciones
- Los carteles de Miró (1981).[17]
- Riera i Aragó (1991).[18]
- Estudios sobre Performance (1993).[19]
- Los buenos momentos del artista Jordi Benito.[20]